# Jinetera
En espagnol « jinete » est un nom épicène qui désigne un ou une cavalier/e, en équitation comme dans la pratique ordinaire. En Amérique latine, « jinetear » peut avoir le sens de « monter à cheval » ou de « dompter l’animal ». À Cuba, ce dernier terme a pris, avec l’ouverture de l’île au tourisme, lors de la « Période spéciale en temps de paix » (« período especial en tiempos de paz ») décrétée par le pouvoir en 1990 au moment de la chute de l’Union soviétique, un sens nouveau. Le « jineterismo », selon Teresa Díaz Canals et Graciela González Olmedo, de l’Université de La Havane, serait un terme du parler commun mexicain qualifiant une manière d’obtenir des gains de forme indue. Ainsi naquit le terme de « jinetera » pour qualifier une femme qui se prostitue auprès des touristes (les prostituées « ordinaires », auprès de la population locale, sont plutôt surnommées « chupa-chupas » : « sucette », en espagnol de Cuba). Le néologisme a connu un succès international et Willy Chirino, en 1995, composait « La jinetera », tandis que Silvio Rodríguez, chantait les « Fleurs nocturnes de la 5ème avenue » : « Flores nocturnas » dans son album « Rodríguez » en 1994.
Le « jinetero » (la forme masculine), lui, est plutôt un petit trafiquant, abordant les touristes pour leur vendre de faux cigares de marque ou toute autre « marchandise », incluant des prostituées, afin de se procurer des devises.

## Citation littéraire
« Les Beautés fondamentales tordent leurs cheveux et transpirent leurs songes en attendant la nuit. Elles déambulent, secrètes, dans l'ombre d'antiques demeures espagnoles désagrégées. Filles des ventres d'esclaves Congo et Yoruba, mêlées de sangs ibérique, français, américains, Vingt et une couleurs sur leur peau. Les Beautés fondamentales sont le fantasme ultime. Blancs d'occident en hypnose sur le pas des Beautés premières et dernières, sublimes de la calle Obipso et calle Santa clara, Rampa y Malecon. Dianes, nègres, morenas, mulatas clara, aux hanches souples et libres hantent la nuit havanaise. Elles traquent le petit homme, l'être fâde [sic], le triste quidam, le gringo décomposé d'occident en son désir d'amour, l'insupportable individu des contrées vulgaires où il se meurt. »
— Soy Jinetera "Pan para hoy, hambre para mañana"